# 2004年のテレビ (日本)
2004年のテレビでは、2004年のテレビ分野（主に日本）の動向についてまとめる。

## テレビ番組関係の出来事

### 1月
- 9日 - テレビ東京系列でテレビアニメ『トランスフォーマー スーパーリンク』放送開始。トランスフォーマーシリーズ20周年記念作品。

### 2月
- 1日 - 朝日放送・テレビ朝日系列でテレビアニメ『ふたりはプリキュア』放送開始。2025年現在も続く『プリキュアシリーズ』がスタート。
- 11日 - NHK総合で、前年12月31日に放送した『第54回NHK紅白歌合戦』の再放送が行われた。『NHK紅白歌合戦』の地上波での再放送はこれが初。

### 3月
- 5日 - TBS制作番組『告白〜私がサリンを撒きました〜オウム10年目の真実』のインタビューで出演した男性に虚偽の内容の発言をさせたやらせがあったと週刊誌が報じた。それを受けTBSは謝罪したが、やらせについては否定した[1]。
- 7日 - TBS制作番組『JNN報道特集』内で、自閉症の原因として水銀を取り上げた。その療法としてキレーション療法を紹介したが、この治療方法は、開発されたアメリカでも根拠がなく、過去4回に渡り試験されたが、いずれも否定的な結果に終わっているが[2]番組は「一定の効果をあげているのは事実」として報道。NPO法人は、TBSに対して申し入れを行った。その後、3月14日の放送で「キレート剤の治療については、専門医に慎重にご相談いただきたいと思います」とTBSが対処をとった[3]。
- 26日 - テレビ朝日系で1985年10月7日から放送されていたニュース番組『ニュースステーション』が久米宏の降板をもって終了。18年半の歴史に幕。
- 27日 - 毎日放送で1959年のテレビ[4]開局以来放送されてきた教養紀行番組『真珠の小箱』（近畿日本鉄道一社提供）がこの日放送の第2314回で終了、45年にわたる歴史に幕[5]。

### 4月
- 日本テレビは隔月、季節毎に放送したドラマ『東京ワンダーホテル』、フジテレビは2年に渡る長期ドラマ『劇団演技者。』を放送をするなどドラマ業界において大きく発展した編成を行った。
- 3日 - NHK教育で1971年7月から放送され、1972年4月からレギュラー化した英語教育番組『セサミストリート』（中断期間あり）がこの日をもって終了。32年9ヶ月の歴史に幕。
- 5日 - テレビ朝日系で『ニュースステーション』に代わる報道番組『報道ステーション』が放送開始。初代メインキャスターは古舘伊知郎（古舘は2016年3月で降板、2025年現在は大越健介・小木逸平〈月 - 木曜〉と板倉朋希〈金曜〉がメインキャスターを担当）。

### 5月
- 22日 - 日朝首脳会談に伴って大半で通常編成を休止し、報道特別番組を編成。NHKでは、大相撲中継がEテレに振り替えて放送された[6]。

### 9月
- 25日 - 中部日本放送（CBCテレビ）制作の中京広域圏で1967年7月から放送されていた長寿クイズ番組『天才クイズ』がこの日をもって放送終了。37年2か月の歴史に幕。

### 10月
- 1日 -  テレビ和歌山で『おはスタ』ネット受け入れ（山寺宏一、おはガールメインの第2部のみ）開始。全国9局（関西地区ではテレビ大阪、びわ湖放送、奈良テレビ放送に次いで4局目）ネットになり、府県域単位の関西地区の殆どで同番組が見られるようになった。
- 7日 - テレビ朝日でさまぁ～ず・優香司会のバラエティ番組、『クイズプレゼンバラエティー Qさま!!』が放送開始（2007年以降は一般的なクイズバラエティ番組に転換の上、2025年現在も継続中）。
- 13日 - 毎日放送・TBS系列で久し振りの視聴者参加型クイズ番組『クイズ!家族でGO!!』を放送開始するが、不人気のため、水曜19時枠の毎日放送制作番組ではワースト記録となる7回で打ち切られる。
- 20日 - NHK総合テレビが台風23号の関連情報のため国会中継を教育テレビに振り替えて放送。Eテレでの国会中継はイラク戦争以来である。
- 22日 - テレビ朝日がドラえもん映画作品『ドラえもん のび太と銀河超特急』を4週に分けて放送。
- 23日 - 新潟県中越地震が17時56分に発生し、18時台から深夜にかけて各局で報道特別番組を編成。テレビ東京では旅番組は通常通り放送したが、番組内に新潟を扱った部分があったため、この部分のみ報道特別番組に差し替えた。
- 27日 - 新潟県中越地震で被害に遭った一家3人の救出作業を生中継。NHKでは国会中継を教育テレビに振り替えて[7]、救出作業の様子を中継。また、民放でもテレビ東京以外が生中継した。
- 30日 - テレビ朝日で、それまで水曜19:00 - 20:54に放送されていた単発特別番組枠『スイスペ!』を、この日より『ドスペ!』と改題して土曜19:00 - 20:54枠で開始。これに伴い、20:00の『ビートたけしの!こんなはずでは!!』は終了、19:28枠のテレビアニメ『ボボボーボ・ボーボボ』は土曜10:45に移動、19:00のテレビアニメ『クレヨンしんちゃん』は元の金曜19:30に戻り、押し出される形でテレビアニメ『あたしンち』が土曜11:15に移動、テレビ朝日の土曜19時のアニメは再び廃枠となった。

### 11月
- 17日 - 開局45周年を記念し、テレビ朝日が21日まで開局45周年記念スペシャルドラマ『弟』を放送。黒部ダムなどでのロケが話題となり全話、視聴率が20%を越え、平均視聴率も23.8%を記録した。
- 22日 - テレビ朝日系のアニメ・『ドラえもん』が2005年3月放送分をもって大山のぶ代ら声優陣及び芝山努監督らスタッフ陣の交代を発表。
- 23日 - フジテレビ系『ホリデースペシャル』で放送。キーワードクイズを実施。

### 12月
- 19日 - 1996年6月以来続いたフジテレビのテレビアニメ『こちら葛飾区亀有公園前派出所』が、この日をもってレギュラー放送を終了、8年の幕を降ろす。
- フジテレビがこの年に、年間視聴率で1994年から10年間続いていた日本テレビから11年ぶりに奪還し、1993年以来の3冠王を達成した[8][9]。

## その他テレビに関する話題

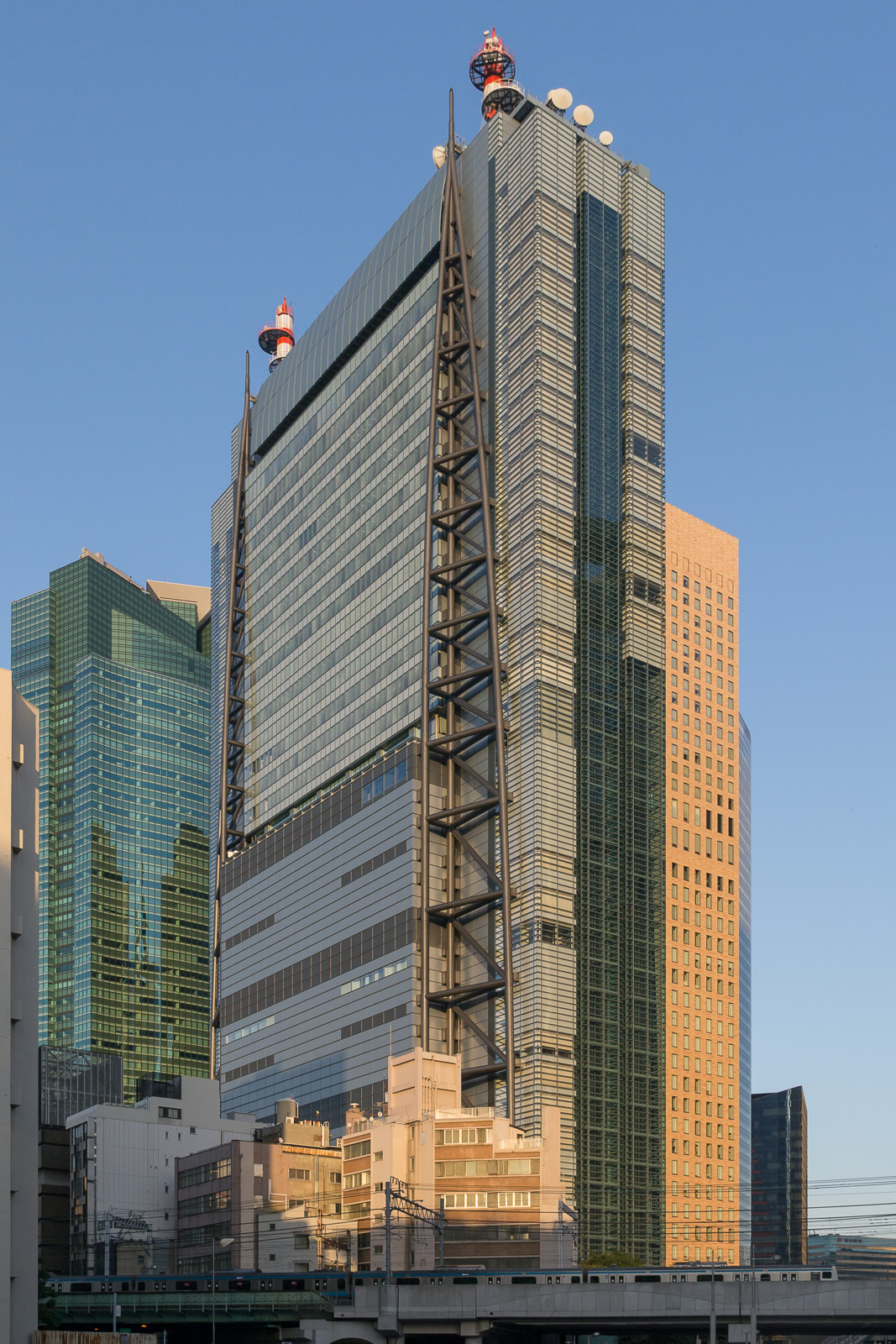
同年運用開始の日本テレビ放送網・新社屋(汐留NTVタワー)

テレビせとうち・新ロゴ

- 2月29日 - 開局50年を機に日本テレビが汐留の新社屋(通称・日本テレビタワー)に移転し、殆どの生放送番組がハイビジョン制作に。
- 3月22日 - テレビ東京がデジタル・アナログ統合マスターの運用開始し、ハイビジョンで放送されるようになる。それに伴い、提供クレジットの文字フォントがBSジャパンと同じ仕様となる。
- 4月1日 - テレビせとうちがCI活動の一環として、ロゴを一新。
- 10月1日
  - TBSのテレビ番組制作部門3社（TBSエンタテイメント・TBSスポーツ・TBSライブ）が合併、TBSエンタテイメントを存続会社として『株式会社TBSテレビ』が発足。
  - 富山県にあるNHK富山放送局と北日本放送テレビの2局にて、地方局初の地上デジタル放送の本放送を開始する。[10]

## 地上デジタル放送開始
- 10月1日
  - 富山県(共に地方初)
    - NHK富山放送局(総合・教育)[10]
    - 北日本放送テレビ[10]

  - NHK水戸放送局(総合)
- 11月1日
  - NHK岐阜放送局(総合)
- 12月1日
  - テレビ神奈川[11]
  - 兵庫県
    - NHK神戸放送局(総合)
    - サンテレビジョン[12]

## 周年

### 番組
- 1月
  - 放送開始10周年 - たかじん胸いっぱい（関西テレビ放送）
  - 放送開始5周年 - キティズパラダイスシリーズ（テレビ東京）
- 3月 - ズームイン!!SUPER（日本テレビ）放送開始25周年
- 4月
  - 放送開始25周年 - ドラえもん（テレビ朝日）、おはよう朝日です（朝日放送）
  - 放送開始15周年 - NHKスペシャル（NHK総合）、渡辺篤史の建もの探訪（テレビ朝日）
  - 放送開始10周年 - ぐるぐるナインティナイン、恋のから騒ぎ（以上日本テレビ）、チューボーですよ!（TBS）、めざましテレビ、ニュースJAPAN（以上フジテレビ）、開運!なんでも鑑定団（テレビ東京）
  - 放送開始5周年 - 土曜スタジオパーク（NHK総合）、情報プレゼンター とくダネ!、ウチくる!?（以上フジテレビ）
- 7月 
  - 放送開始15周年 - ビートたけしのTVタックル（テレビ朝日）
  - 放送開始10周年 - おしゃれカンケイ（日本テレビ）
- 10月
  - 放送開始45周年 - おかあさんといっしょ（NHK教育）
  - 放送開始35周年 - サザエさん（フジテレビ）
  - 放送開始25周年 - 窓をあけて九州（RKB毎日放送）
  - 放送開始15周年 - ダウンタウンのガキの使いやあらへんで!!、所さんの目がテン!（以上日本テレビ）、ドォーモ（九州朝日放送）、NEWS23、噂の!東京マガジン（以上TBS）
  - 放送開始10周年 - HEY!HEY!HEY! MUSIC CHAMP（フジテレビ）、ナイトシャッフル（福岡放送）、のりゆきのトークDE北海道（北海道文化放送）
  - 放送開始5周年 - ちちんぷいぷい（毎日放送）、ONE PIECE（フジテレビ）、夢空間スポーツ（福岡放送）

### 放送局・放送開始
1月1日
放送開始45周年 - 長崎放送テレビジョン
1月10日
放送開始45周年 - NHK東京教育テレビジョン (JOAB-TV)
2月1日
開局45周年 - テレビ朝日
3月1日
- 開局45周年 - フジテレビジョン
- 放送開始45周年 - 毎日放送テレビジョン、九州朝日放送テレビジョン

3月3日
開局45周年 - 日本海テレビジョン放送
3月15日
開局35周年 - NHK佐賀放送局教育テレビジョン
3月22日
開局35周年 - NHK高松放送局教育テレビジョン
4月1日
- 開局45周年 - 札幌テレビ放送、NHK大阪放送局教育テレビジョン
- 放送開始45周年 - 東北放送テレビジョン、北日本放送テレビジョン、中国放送テレビジョン、四国放送テレビジョン、高知放送テレビジョン、熊本放送テレビジョン、南日本放送テレビジョン
- 開局35周年 - 富山テレビ放送、石川テレビ放送、長野放送、中京テレビ放送、岡山放送、瀬戸内海放送、福岡放送、サガテレビ、テレビ長崎、テレビ熊本、鹿児島テレビ放送
- 放送開始35周年 - 近畿放送テレビジョン
- 開局30周年 - テレビ和歌山
- 開局25周年 - テレビ埼玉
- 開局10周年 - 鹿児島讀賣テレビ
- 開局5周年 - とちぎテレビ

4月12日
開局40周年 - テレビ東京
5月1日
開局35周年 - サンテレビジョン
7月1日
開局25周年 - 静岡第一テレビ
9月1日
放送開始45周年 - IBC岩手放送テレビジョン
10月1日
- 放送開始45周年 - 青森放送テレビジョン、山口放送テレビジョン、大分放送テレビジョン
- 開局35周年 - 秋田テレビ、福井テレビジョン放送
- 開局15周年 - 熊本朝日放送

11月1日
開局45周年 - 沖縄テレビ放送
12月1日
開局35周年 - 青森テレビ、テレビ岩手、三重テレビ放送
12月10日
開局35周年 - テレビ愛媛
12月15日
放送開始45周年 - 山陰放送テレビジョン
12月20日
放送開始45周年 - 山梨放送テレビジョン

## 記念回
- 1月11日 - 笑点（日本テレビ）1900回。
- 2月21日 - めんたいワイド（福岡放送）2000回。
- 10月30日 - めちゃ×2イケてるッ!（フジテレビ）300回。

## 視聴率
数字・視聴率はビデオリサーチ関東地区調べ。その他地域別の視聴率はその他テレビに関する話題に。

### ニュース・報道番組
| 順位 | 視聴率 | 放送日               | 番組名               | 放送局     |
| ---- | ------ | -------------------- | -------------------- | ---------- |
| 1    | 37.7%  | 10月9日 17:00-17:10  | ニュース             | NHK総合    |
| 2    | 31.1%  | 8月20日 22:00-22:55  | NHKニュース10        | NHK総合    |
| 3    | 30.3%  | 5月22日 18:00-18:10  | ニュース             | NHK総合    |
| 4    | 30.2%  | 10月9日 20:45-21:00  | ニュース・気象情報   | NHK総合    |
| 5    | 30.0%  | 10月20日 20:45-21:00 | 首都圏ニュース       | NHK総合    |
| 6    | 29.3%  | 10月23日 17:58-18:10 | ニュース             | NHK総合    |
| 7    | 28.8%  | 10月9日 16:00-16:10  | ニュース             | NHK総合    |
| 8    | 28.6%  | 10月20日 19:00-19:30 | NHKニュース7         | NHK総合    |
| 9    | 28.4%  | 10月9日 22:00-22:10  | ニュース             | NHK総合    |
| 10   | 28.3%  | 5月22日 19:00-19:30  | NHKニュース7         | NHK総合    |
| 11   | 27.9%  | 10月27日 19:00-19:30 | NHKニュース7         | NHK総合    |
| 12   | 26.4%  | 10月20日 18:20-18:59 | 首都圏ネットワーク   | NHK総合    |
| 13   | 25.5%  | 5月22日 18:45-19:00  | ニュース・気象情報   | NHK総合    |
| 14   | 24.9%  | 5月22日 22:00-22:10  | ニュース             | NHK総合    |
| 15   | 24.7%  | 10月20日 20:00-20:10 | ニュース             | NHK総合    |
| 16   | 24.4%  | 5月22日 23:00-23:10  | ニュース             | NHK総合    |
| 17   | 24.3%  | 9月17日 21:00-21:15  | NHKニュース9         | NHK総合    |
| 18   | 23.9%  | 9月23日 19:00-19:30  | NHKニュース7         | NHK総合    |
| 19   | 23.7%  | 9月29日 19:00-19:30  | NHKニュース7         | NHK総合    |
| 20   | 23.6%  | 10月27日 17:00-17:10 | ニュース             | NHK総合    |
| 21   | 23.3%  | 8月23日 19:00-19:30  | NHKニュース7         | NHK総合    |
| 21   | 23.3%  | 10月9日 19:00-19:30  | NHKニュース7         | NHK総合    |
| 23   | 23.2%  | 9月4日 19:00-19:30   | NHKニュース7         | NHK総合    |
| 24   | 23.0%  | 7月18日 19:00-19:30  | NHKニュース7         | NHK総合    |
| 25   | 22.6%  | 4月15日 20:49-21:00  | ニュース・気象情報   | NHK総合    |
| 25   | 22.6%  | 10月27日 18:10-18:59 | 首都圏ネットワーク   | NHK総合    |
| 25   | 22.6%  | 10月27日 21:00-21:15 | NHKニュース9         | NHK総合    |
| 28   | 22.4%  | 8月23日 20:45-21:00  | ニュース・気象情報   | NHK総合    |
| 29   | 22.3%  | 8月18日 19:00-19:30  | NHKニュース7         | NHK総合    |
| 30   | 22.2%  | 8月29日 20:45-21:00  | ニュース・気象情報   | NHK総合    |
| 31   | 22.1%  | 1月25日 20:45-21:00  | ニュース・気象情報   | NHK総合    |
| 32   | 21.6%  | 8月7日 19:00-19:30   | NHKニュース7         | NHK総合    |
| 33   | 21.5%  | 9月5日 18:45-18:59   | 首都圏ニュース       | NHK総合    |
| 33   | 21.5%  | 9月7日 19:00-19:30   | NHKニュース7         | NHK総合    |
| 35   | 21.4%  | 9月1日 21:00-21:15   | NHKニュース9         | NHK総合    |
| 35   | 21.4%  | 10月27日 20:45-21:00 | 首都圏ニュース       | NHK総合    |
| 37   | 21.2%  | 1月28日 20:45-21:00  | ニュース・気象情報   | NHK総合    |
| 37   | 21.2%  | 9月6日 21:00-21:15   | NHKニュース9         | NHK総合    |
| 39   | 20.8%  | 9月17日 19:00-19:30  | NHKニュース7         | NHK総合    |
| 40   | 20.7%  | 6月19日 19:00-19:30  | NHKニュース7         | NHK総合    |
| 41   | 20.6%  | 11月16日 20:45-21:00 | 首都圏ニュース       | NHK総合    |
| 42   | 20.5%  | 1月4日 20:50-21:00   | ニュース・気象情報   | NHK総合    |
| 42   | 20.5%  | 7月17日 18:00-18:55  | 真相報道 バンキシャ! | 日本テレビ |
| 44   | 20.3%  | 12月8日 18:45-18:59  | 首都圏ニュース       | NHK総合    |
| 45   | 20.2%  | 1月18日 20:45-21:00  | ニュース・気象情報   | NHK総合    |
| 45   | 20.2%  | 7月9日 19:00-19:30   | NHKニュース7         | NHK総合    |
| 47   | 20.1%  | 9月29日 18:45-18:59  | 首都圏ニュース       | NHK総合    |

### スポーツ
| 順位 | 視聴率 | 放送日            | 番組名                                                          | 放送局     |
| ---- | ------ | ----------------- | --------------------------------------------------------------- | ---------- |
| 1    | 31.9%  | 5月15日 ？        | 2004アテネ五輪バレーボール世界最終予選女子・ 日本×韓国          | フジテレビ |
| 2    | 28.7%  | 2月18日 19:20-？  | 2006 FIFAワールドカップ・アジア1次予選・ 日本×オマーン          | 日本テレビ |
| 3    | 28.0%  | 5月14日 ？        | 2004アテネ五輪バレーボール世界最終予選女子・ 日本×ロシア        | フジテレビ |
| 4    | 27.7%  | 3月18日 19:20-？  | サッカー五輪代表アジア最終予選・ UAE×日本                       | テレビ朝日 |
| 5    | 26.6%  | 1月3日 7:45-14:05 | 第80回東京箱根間往復大学駅伝競走                                | 日本テレビ |
| 6    | 25.6%  | 1月2日 7:45-14:20 | 第80回東京箱根間往復大学駅伝競走                                | 日本テレビ |
| 7    | 25.2%  | 5月13日 ？        | 2004アテネ五輪バレーボール予選女子・ 日本×チャイニーズタイペイ  | TBS        |
| 8    | 23.8%  | 5月12日 ？        | 2004アテネ五輪バレーボール予選女子・ 日本×プエルトリコ          | TBS        |
| 9    | 23.4%  | 5月9日 ？         | 2004アテネ五輪バレーボール世界最終予選女子・ 日本×タイ          | TBS        |
| 10   | 22.8%  | 6月16日 ？        | プロ野球・巨人×阪神 後半                                        | NHK総合    |
| 11   | 22.5%  | 3月14日 19:20-？  | サッカー五輪代表アジア最終予選・ バーレーン×日本                | テレビ朝日 |
| 12   | 22.3%  | 6月16日 ？        | プロ野球・巨人×阪神 前半                                        | NHK総合    |
| 13   | 21.6%  | 3月3日 17:35-？   | サッカー五輪代表アジア最終予選・ UAE×日本                       | テレビ朝日 |
| 14   | 21.4%  | 3月16日 19:20-？  | サッカー五輪代表アジア最終予選・ レバノン×日本                  | テレビ朝日 |
| 15   | 20.6%  | 3月24日 ？        | K-1 WORLD GP 2004 inさいたま                                    | フジテレビ |
| 15   | 20.6%  | 3月31日 21:00-？  | 2006年FIFAワールドカップドイツアジア1次予選・ 日本×シンガポール | テレビ朝日 |
| 15   | 20.6%  | 4月28日 19:00-？  | プロ野球・巨人×広島                                             | NHK総合    |
| 18   | 20.5%  | 3月29日 ？        | 巨人×ニューヨーク・ヤンキース                                   | 日本テレビ |
| 19   | 20.2%  | 4月29日 ？        | 日曜ナイター・巨人×広島                                         | 日本テレビ |

### テレビドラマ・映画
| 順位 | 視聴率 | 放送日               | 番組名                                                                      | 放送局     |
| ---- | ------ | -------------------- | --------------------------------------------------------------------------- | ---------- |
| 1    | 32.1%  | 3月18日 22:00-23:09  | 白い巨塔                                                                    | フジテレビ |
| 2    | 30.8%  | 6月25日 20:10-23:09  | 金曜特別ロードショー第2部 ハリー・ポッターと賢者の石                        | 日本テレビ |
| 3    | 30.1%  | 10月26日 21:00-22:54 | たったひとつのたからもの                                                    | 日本テレビ |
| 4    | 28.8%  | 3月22日 21:00-22:24  | プライド                                                                    | フジテレビ |
| 5    | 28.0%  | 1月12日 21:00-22:09  | プライド                                                                    | フジテレビ |
| 5    | 28.0%  | 11月21日 21:00-23:09 | 弟                                                                          | テレビ朝日 |
| 7    | 27.6%  | 3月11日 22:00-22:54  | 白い巨塔                                                                    | フジテレビ |
| 8    | 27.1%  | 3月23日 22:00-23:09  | 僕と彼女と彼女の生きる道(最終回)                                            | フジテレビ |
| 9    | 26.8%  | 3月4日 22:00-22:54   | 白い巨塔                                                                    | フジテレビ |
| 9    | 26.8%  | 1月11日 20:00-21:00  | 新選組!                                                                     | NHK総合    |
| 11   | 26.3%  | 1月18日 21:00-22:09  | 砂の器                                                                      | TBS        |
| 11   | 26.3%  | 2月26日 22:00-22:54  | 白い巨塔                                                                    | フジテレビ |
| 13   | 26.1%  | 12月10日 21:00-23:09 | 金曜特別ロードショー 千と千尋の神隠し                                       | 日本テレビ |
| 14   | 26.0%  | 3月1日 21:00-21:54   | プライド                                                                    | フジテレビ |
| 15   | 25.8%  | 2月12日 22:00-22:54  | 白い巨塔                                                                    | フジテレビ |
| 16   | 25.7%  | 2月5日 22:00-22:54   | 白い巨塔                                                                    | フジテレビ |
| 16   | 25.7%  | 11月21日 21:00-23:06 | 弟                                                                          | テレビ朝日 |
| 18   | 25.5%  | 1月8日 22:00-23:09   | 白い巨塔                                                                    | フジテレビ |
| 19   | 25.3%  | 11月8日 21:00-21:54  | ラストクリスマス                                                            | フジテレビ |
| 20   | 25.1%  | 1月19日 21:00-21:54  | プライド                                                                    | フジテレビ |
| 21   | 24.9%  | 3月15日 21:00-21:54  | プライド                                                                    | フジテレビ |
| 22   | 24.8%  | 2月19日 22:00-22:54  | 白い巨塔                                                                    | フジテレビ |
| 23   | 24.7%  | 1月19日 22:00-22:54  | 白い巨塔                                                                    | フジテレビ |
| 24   | 24.6%  | 1月26日 21:00-21:54  | プライド                                                                    | フジテレビ |
| 25   | 24.5%  | 1月15日 22:00-22:54  | 白い巨塔                                                                    | フジテレビ |
| 26   | 24.1%  | 3月8日 21:00-21:54   | プライド                                                                    | フジテレビ |
| 27   | 24.0%  | 1月22日 22:00-22:54  | 白い巨塔                                                                    | フジテレビ |
| 28   | 23.9%  | 1月18日 20:00-20:44  | 新選組!                                                                     | NHK総合    |
| 29   | 23.6%  | 2月2日 21:00-21:54   | プライド                                                                    | フジテレビ |
| 29   | 23.6%  | 11月17日 21:00-22:54 | 弟                                                                          | テレビ朝日 |
| 31   | 23.5%  | 12月3日 21:00-23:09  | 金曜特別ロードショー スパイダーマン                                         | 日本テレビ |
| 32   | 23.4%  | 2月9日 21:00-21:54   | プライド                                                                    | フジテレビ |
| 33   | 23.3%  | 11月19日 21:00-23:09 | 金曜特別ロードショー もののけ姫                                             | 日本テレビ |
| 34   | 23.2%  | 3月16日 22:00-22:54  | 僕と彼女と彼女の生きる道                                                    | フジテレビ |
| 35   | 23.1%  | 3月9日 22:00-22:54   | 僕と彼女と彼女の生きる道                                                    | フジテレビ |
| 36   | 23.0%  | 6月20日 21:00-22:09  | オレンジデイズ                                                              | TBS        |
| 36   | 23.0%  | 7月23日 21:00-23:24  | 金曜特別ロードショー となりのトトロ                                         | 日本テレビ |
| 38   | 22.9%  | 12月20日 21:00-22:24 | ラストクリスマス                                                            | フジテレビ |
| 39   | 22.8%  | 2月16日 21:00-21:54  | プライド                                                                    | フジテレビ |
| 39   | 22.8%  | 9月21日 21:00-22:09  | WATER BOYS2                                                                 | フジテレビ |
| 41   | 22.6%  | 2月23日 21:00-21:54  | プライド                                                                    | フジテレビ |
| 42   | 22.3%  | 10月11日 21:00-22:09 | ラストクリスマス                                                            | フジテレビ |
| 43   | 22.2%  | 12月6日 21:00-21:54  | ラストクリスマス                                                            | フジテレビ |
| 44   | 22.1%  | 10月18日 21:00-21:54 | ラストクリスマス                                                            | フジテレビ |
| 45   | 22.0%  | 4月18日 21:00-22:54  | プレミアムステージ 少林サッカー                                             | フジテレビ |
| 46   | 21.9%  | 4月19日 21:00-22:09  | 愛し君へ                                                                    | フジテレビ |
| 46   | 21.9%  | 11月15日 21:00-21:54 | ラストクリスマス                                                            | フジテレビ |
| 48   | 21.8%  | 12月12日 20:00-21:00 | 新選組!                                                                     | NHK総合    |
| 49   | 21.6%  | 3月5日 21:03-23:27   | 金曜特別ロードショー たそがれ清兵衛                                         | 日本テレビ |
| 50   | 21.5%  | 3月28日 21:00-22:09  | 砂の器                                                                      | TBS        |
| 50   | 21.5%  | 9月12日 21:00-22:54  | プレミアムステージ 9・11                                                    | フジテレビ |
| 52   | 21.3%  | 2月7日 20:03-23:39   | プレミアムステージ特別企画ロード・オブ・ザ・リング                          | フジテレビ |
| 53   | 21.1%  | 7月30日 21:00-22:54  | 金曜特別ロードショー ルパン三世 盗まれたルパン 〜コピーキャットは真夏の蝶〜 | 日本テレビ |
| 53   | 21.1%  | 11月19日 21:00-22:30 | 弟                                                                          | テレビ朝日 |
| 55   | 20.9%  | 11月1日 21:00-21:54  | ラストクリスマス                                                            | フジテレビ |
| 56   | 20.8%  | 6月28日 21:00-22:09  | 愛し君へ                                                                    | フジテレビ |
| 56   | 20.8%  | 11月18日 21:00-22:30 | 弟                                                                          | テレビ朝日 |
| 56   | 20.8%  | 12月13日 21:00-21:54 | ラストクリスマス                                                            | フジテレビ |
| 59   | 20.6%  | 2月1日 20:00-20:44   | 新選組!                                                                     | NHK総合    |
| 59   | 20.6%  | 8月21日 23:10-0:10   | 冬のソナタ                                                                  | NHK総合    |
| 59   | 20.6%  | 7月6日 21:00-21:54   | WATER BOYS2                                                                 | フジテレビ |
| 59   | 20.6%  | 9月18日 20:30-22:54  | プレミアムステージ 僕と彼女と彼女の生きる道スペシャル                       | フジテレビ |
| 59   | 20.6%  | 11月28日 21:00-23:09 | 日曜洋画劇場 座頭市                                                         | テレビ朝日 |
| 64   | 20.5%  | 2月3日 22:00-22:54   | 僕と彼女と彼女の生きる道                                                    | フジテレビ |
| 65   | 20.4%  | 2月8日 20:00-20:44   | 新選組!                                                                     | NHK総合    |
| 66   | 20.3%  | 1月25日 21:00-21:54  | 砂の器                                                                      | フジテレビ |
| 66   | 20.3%  | 1月25日 20:00-20:44  | 新撰組!                                                                     | NHK総合    |
| 66   | 20.3%  | 10月25日 21:00-21:54 | ラストクリスマス                                                            | フジテレビ |
| 66   | 20.3%  | 12月16日 22:00-23:09 | 大奥                                                                        | フジテレビ |
| 70   | 20.2%  | 2月17日 22:00-22:54  | 僕と彼女と彼女の生きる道                                                    | フジテレビ |
| 70   | 20.2%  | 10月21日 21:00-21:54 | 渡る世間は鬼ばかり                                                          | TBS        |
| 70   | 20.2%  | 11月29日 21:00-21:54 | ラストクリスマス                                                            | フジテレビ |
| 73   | 20.1%  | 5月20日 21:00-21:54  | 渡る世間は鬼ばかり                                                          | TBS        |
| 73   | 20.1%  | 9月4日 21:00-22:54   | プレミアムステージ バイオハザード                                           | フジテレビ |
| 75   | 20.0%  | 2月10日 22:00-22:54  | 僕と彼女と彼女の生きる道                                                    | フジテレビ |
| 75   | 20.0%  | 1月3日 21:00-22:54   | 古畑任三郎スペシャル                                                        | フジテレビ |

### バラエティ・歌番組
| 順位 | 視聴率 | 放送日               | 番組名                                                                          | 放送局     |
| ---- | ------ | -------------------- | ------------------------------------------------------------------------------- | ---------- |
| 1    | 39.3%  | 12月31日 21:30-23:45 | 第55回NHK紅白歌合戦・第2部                                                      | NHK総合    |
| 2    | 33.2%  | 10月9日 19:00-20:54  | めちゃ×2イケてるッ! オールスター夢の激突!!8周年感謝スペシャル第2部              | フジテレビ |
| 3    | 30.3%  | 12月31日 19:30-21:20 | 第55回NHK紅白歌合戦・第1部                                                      | NHK総合    |
| 4    | 26.9%  | 1月12日 22:15-23:24  | SMAP×SMAP 新春からこんなことやっちゃいますSP!                                   | フジテレビ |
| 5    | 25.2%  | 7月4日 21:00-22:24   | 史上最強の占いバトル細木数子VSウンナン!超有名人100人怒濤の運命メッタ斬りSP!     | TBS        |
| 6    | 25.1%  | 11月24日 22:00-22:54 | SMAP×SMAP                                                                       | フジテレビ |
| 7    | 25.0%  | 10月3日 19:00-20:54  | ザ!鉄腕!DASH!! ヨーロッパ大冒険SP                                               | 日本テレビ |
| 8    | 24.8%  | 3月22日 22:00-22:54  | SMAP×SMAP                                                                       | フジテレビ |
| 9    | 24.7%  | 9月23日 21:00-22:54  | とんねるずのみなさんのおかげでした 豪華スター夢の大競演SP                       | フジテレビ |
| 10   | 24.6%  | 3月21日 21:00-22:54  | 行列のできる法律相談所 桜満開!慰謝料の祭典訴えてやるSP                          | 日本テレビ |
| 11   | 24.3%  | 1月19日 22:00-22:54  | SMAP×SMAP                                                                       | フジテレビ |
| 12   | 24.2%  | 7月25日 18:30-19:00  | FNS27時間テレビ めちゃ×2オキてるッ!第1部                                        | フジテレビ |
| 13   | 23.9%  | 5月12日 21:00-21:54  | トリビアの泉 〜素晴らしきムダ知識〜                                             | フジテレビ |
| 14   | 23.3%  | 1月14日 21:00-21:54  | トリビアの泉 〜素晴らしきムダ知識〜                                             | フジテレビ |
| 15   | 23.6%  | 7月25日 19:00-20:54  | FNS27時間テレビ めちゃ×2オキてるッ!第2部                                        | フジテレビ |
| 16   | 23.5%  | 10月9日 18:30-19:00  | めちゃ×2イケてるッ! オールスター夢の激突!!8周年感謝スペシャル第1部              | フジテレビ |
| 16   | 23.5%  | 1月26日 21:00-21:54  | トリビアの泉 〜素晴らしきムダ知識〜                                             | フジテレビ |
| 18   | 23.4%  | 7月21日 21:00-21:54  | トリビアの泉 〜素晴らしきムダ知識〜                                             | フジテレビ |
| 19   | 23.3%  | 3月1日 22:00-22:54   | SMAP×SMAP                                                                       | フジテレビ |
| 19   | 23.3%  | 8月25日 21:00-21:54  | トリビアの泉 〜素晴らしきムダ知識〜                                             | フジテレビ |
| 19   | 23.3%  | 11月10日 22:00-23:09 | SMAP×SMAP 秋の夜長スペシャル!                                                   | フジテレビ |
| 22   | 23.2%  | 4月4日 21:00-22:54   | 発掘!あるある大事典2スペシャル                                                  | フジテレビ |
| 22   | 23.2%  | 5月9日 21:00-21:54   | 行列のできる法律相談所                                                          | 日本テレビ |
| 24   | 23.1%  | 8月29日 21:00-21:54  | 行列のできる法律相談所                                                          | 日本テレビ |
| 25   | 23.0%  | 5月5日 19:00-20:54   | 平成教育委員会2004 ピカピカの1年生スペシャル                                    | フジテレビ |
| 26   | 22.9%  | 2月2日 21:00-21:54   | トリビアの泉 〜素晴らしきムダ知識〜                                             | フジテレビ |
| 26   | 22.9%  | 2月16日 22:00-22:54  | SMAP×SMAP                                                                       | フジテレビ |
| 28   | 22.8%  | 3月15日 22:00-22:54  | SMAP×SMAP                                                                       | フジテレビ |
| 28   | 22.8%  | 7月14日 22:00-22:54  | SMAP×SMAP                                                                       | フジテレビ |
| 30   | 22.7%  | 3月23日 19:00-21:48  | いかりや長介さん永遠に…ザ・ドリフターズ結成40周年ドリフと光子の爆笑!SP          | テレビ朝日 |
| 31   | 22.6%  | 8月11日 21:00-21:54  | トリビアの泉 〜素晴らしきムダ知識〜                                             | フジテレビ |
| 32   | 22.5%  | 2月23日 22:00-23:09  | SMAP×SMAP                                                                       | フジテレビ |
| 33   | 22.4%  | 3月10日 21:00-21:54  | トリビアの泉 〜素晴らしきムダ知識〜                                             | フジテレビ |
| 33   | 22.4%  | 5月5日 21:00-21:54   | トリビアの泉 〜素晴らしきムダ知識〜                                             | フジテレビ |
| 33   | 22.4%  | 6月30日 22:00-22:54  | SMAP×SMAP                                                                       | フジテレビ |
| 33   | 22.4%  | 8月17日 19:00-20:54  | 細木数子の人生ダメだし道場 PART-2                                               | フジテレビ |
| 37   | 22.2%  | 6月13日 21:00-21:54  | 行列のできる法律相談所                                                          | 日本テレビ |
| 38   | 22.1%  | 4月12日 21:00-21:54  | トリビアの泉 〜素晴らしきムダ知識〜                                             | フジテレビ |
| 38   | 22.1%  | 6月23日 21:00-21:54  | トリビアの泉 〜素晴らしきムダ知識〜                                             | フジテレビ |
| 38   | 22.1%  | 10月12日 19:00-21:54 | ロンドンハーツ 恋愛大追跡&格付け3時間SP                                         | テレビ朝日 |
| 41   | 22.0%  | 2月2日 22:00-22:54   | SMAP×SMAP                                                                       | フジテレビ |
| 41   | 22.0%  | 7月15日 21:00-21:54  | とんねるずのみなさんのおかげでした                                              | フジテレビ |
| 41   | 22.0%  | 9月26日 21:00-22:54  | 行列のできる法律相談所 慰謝料大豊作祭り!SP                                      | 日本テレビ |
| 44   | 21.9%  | 3月15日 21:00-21:54  | トリビアの泉 〜素晴らしきムダ知識〜                                             | フジテレビ |
| 44   | 21.9%  | 6月27日 21:00-21:54  | 行列のできる法律相談所                                                          | 日本テレビ |
| 46   | 21.8%  | 12月1日 19:00-23:18  | 2004FNS歌謡祭                                                                   | フジテレビ |
| 47   | 21.7%  | 2月12日 21:00-21:54  | とんねるずのみなさんのおかげでした                                              | フジテレビ |
| 47   | 21.7%  | 8月18日 21:00-21:54  | トリビアの泉 〜素晴らしきムダ知識〜                                             | フジテレビ |
| 49   | 21.5%  | 7月21日 22:00-22:54  | SMAP×SMAP04                                                                     | フジテレビ |
| 50   | 21.4%  | 1月4日 21:00-22:54   | 行列のできる法律相談所                                                          | 日本テレビ |
| 50   | 21.4%  | 2月8日 21:00-21:54   | 行列のできる法律相談所                                                          | 日本テレビ |
| 50   | 21.4%  | 4月26日 22:00-22:54  | SMAP×SMAP                                                                       | フジテレビ |
| 50   | 21.4%  | 6月20日 21:00-21:54  | 行列のできる法律相談所                                                          | 日本テレビ |
| 50   | 21.4%  | 7月7日 21:00-21:54   | トリビアの泉 〜素晴らしきムダ知識〜                                             | フジテレビ |
| 50   | 21.4%  | 12月24日 22:00-23:09 | SMAP×SMAP Xmasスペシャル                                                        | フジテレビ |
| 56   | 21.3%  | 6月6日 21:00-21:54   | 行列のできる法律相談所                                                          | 日本テレビ |
| 56   | 21.3%  | 9月4日 19:57-20:54   | めちゃ×2イケてるッ!                                                             | フジテレビ |
| 56   | 21.3%  | 11月28日 19:00-20:54 | ザ!鉄腕!DASH!! 10年突入記念SP                                                   | 日本テレビ |
| 59   | 21.2%  | 1月19日 21:00-21:54  | トリビアの泉 〜素晴らしきムダ知識〜                                             | フジテレビ |
| 59   | 21.2%  | 6月23日 22:00-23:09  | SMAP×SMAP                                                                       | フジテレビ |
| 59   | 21.2%  | 6月30日 21:00-21:54  | トリビアの泉 〜素晴らしきムダ知識〜                                             | フジテレビ |
| 59   | 21.2%  | 7月7日 22:00-22:54   | SMAP×SMAP                                                                       | フジテレビ |
| 59   | 21.2%  | 12月17日 22:00-22:54 | SMAP×SMAP                                                                       | フジテレビ |
| 64   | 21.1%  | 3月24日 21:00-21:54  | トリビアの泉 〜素晴らしきムダ知識〜                                             | フジテレビ |
| 64   | 21.1%  | 1月13日 19:00-20:54  | 踊る踊る踊る!さんま御殿!スペシャル17                                            | 日本テレビ |
| 64   | 21.1%  | 3月10日 22:00-23:09  | SMAP×SMAP 特別編 ザトゥルーショーチョナンカン初告白                             | フジテレビ |
| 64   | 21.1%  | 4月7日 19:00-20:54   | 細木数子の人生ダメだし道場                                                      | フジテレビ |
| 64   | 21.1%  | 4月14日 21:00-21:54  | トリビアの泉 〜素晴らしきムダ知識〜                                             | フジテレビ |
| 64   | 21.1%  | 5月24日 21:00-21:54  | ビートたけしのTVタックル                                                        | テレビ朝日 |
| 64   | 21.1%  | 8月14日 21:00-21:54  | ビートたけしのTVタックル                                                        | テレビ朝日 |
| 71   | 21.0%  | 11月17日 22:00-22:54 | SMAP×SMAP                                                                       | フジテレビ |
| 72   | 20.9%  | 4月2日 21:00-22:54   | 中居正広の金曜日のスマたちへ 波瀾万丈スペシャル!!                               | TBS        |
| 73   | 20.8%  | 2月16日 22:00-22:54  | SMAP×SMAP                                                                       | フジテレビ |
| 73   | 20.8%  | 4月19日 22:00-23:09  | SMAP×SMAP04 春の延長スペシャル!                                                 | フジテレビ |
| 75   | 20.7%  | 1月5日 21:00-23:24   | 笑っていいとも!新春祭 頭と体を使って選手権SP                                    | フジテレビ |
| 75   | 20.7%  | 1月26日 22:00-22:54  | SMAP×SMAP                                                                       | フジテレビ |
| 75   | 20.7%  | 2月25日 21:00-21:54  | トリビアの泉 〜素晴らしきムダ知識〜                                             | フジテレビ |
| 75   | 20.7%  | 3月2日 19:58-20:54   | 踊る!さんま御殿!!                                                               | 日本テレビ |
| 75   | 20.7%  | 7月12日 21:00-21:54  | ビートたけしのTVタックル                                                        | テレビ朝日 |
| 80   | 20.6%  | 1月4日 18:00-18:55   | 笑点スペシャル                                                                  | 日本テレビ |
| 80   | 20.6%  | 2月16日 21:00-21:54  | トリビアの泉 〜素晴らしきムダ知識〜                                             | フジテレビ |
| 80   | 20.6%  | 3月26日 19:00-？     | ぐるぐるナインティナイン 世界直送ゴチ自腹額が極限SP!                            | 日本テレビ |
| 80   | 20.6%  | 4月5日 22:00-23:09   | SMAP×SMAP BISTRO SMAP おいしく丸かじりSP                                        | フジテレビ |
| 80   | 20.6%  | 11月23日 19:00-20:54 | 踊る踊る!さんま御殿!!                                                           | 日本テレビ |
| 85   | 20.5%  | 2月24日 19:58-20:54  | 踊る!さんま御殿!!                                                               | 日本テレビ |
| 85   | 20.5%  | 2月29日 21:00-21:54  | 行列のできる法律相談所                                                          | 日本テレビ |
| 85   | 20.5%  | 9月15日 21:00-21:54  | ザ!世界仰天ニュース                                                             | 日本テレビ |
| 88   | 20.4%  | 3月9日 18:55-20:54   | 金貨乱れ咲き春の嵐 関口宏の東京フレンドパークII 米倉涼子&夢のオスカー美女軍団SP | TBS        |
| 88   | 20.4%  | 4月25日 21:00-21:54  | 行列のできる法律相談所                                                          | 日本テレビ |
| 88   | 20.4%  | 5月2日 21:00-21:54   | 行列のできる法律相談所                                                          | 日本テレビ |
| 88   | 20.4%  | 7月28日 22:00-22:54  | SMAP×SMAP                                                                       | フジテレビ |
| 88   | 20.4%  | 9月5日 21:00-21:54   | 行列のできる法律相談所                                                          | 日本テレビ |
| 88   | 20.4%  | 10月13日 22:00-22:54 | SMAP×SMAP                                                                       | フジテレビ |
| 94   | 20.3%  | 2月17日 19:58-20:54  | 踊る!さんま御殿!!                                                               | 日本テレビ |
| 94   | 20.3%  | 2月20日 21:00-21:54  | 中居正広の金曜日のスマたちへ                                                    | TBS        |
| 94   | 20.3%  | 4月4日 19:00-22:54   | 春の豪華版!さんまのからくりTV超特大号                                           | TBS        |
| 94   | 20.3%  | 8月22日 21:00-21:54  | 行列のできる法律相談所                                                          | 日本テレビ |
| 94   | 20.3%  | 9月26日 19:00-20:54  | ジャンクSPORTS 秋のなでしこSP                                                   | フジテレビ |
| 94   | 20.3%  | 12月3日 22:00-23:09  | SMAP×SMAP 超BISTRO SP!                                                          | フジテレビ |
| 100  | 20.2%  | 5月24日 20:00-20:54  | 世界まる見え!テレビ特捜部                                                       | 日本テレビ |
| 100  | 20.2%  | 9月8日 22:00-22:54   | SMAP×SMAP                                                                       | フジテレビ |
| 100  | 20.2%  | 11月7日 17:30-18:00  | 笑点                                                                            | 日本テレビ |
| 103  | 20.1%  | 3月9日 19:58-20:54   | 踊る!さんま御殿!!                                                               | 日本テレビ |
| 103  | 20.1%  | 5月31日 21:00-21:54  | ビートたけしのTVタックル                                                        | テレビ朝日 |
| 103  | 20.1%  | 8月7日 19:30-22:30   | 第36回 思い出のメロディー                                                       | NHK総合    |
| 103  | 20.1%  | 12月18日 21:00-23:25 | さんま&SMAP!美女と野獣のクリスマススペシャル                                    | フジテレビ |
| 107  | 20.0%  | 9月6日 20:00-20:54   | 世界まる見え!テレビ特捜部                                                       | 日本テレビ |

### アニメ
| 順位 | 視聴率 | 放送日               | 番組名     | 放送局     |
| ---- | ------ | -------------------- | ---------- | ---------- |
| 1    | 24.1%  | 2月8日 18:30-19:00   | サザエさん | フジテレビ |
| 2    | 23.7%  | 2月22日 18:30-19:00  | サザエさん | フジテレビ |
| 3    | 23.6%  | 2月1日 18:30-19:00   | サザエさん | フジテレビ |
| 4    | 22.7%  | 1月18日 18:30-19:00  | サザエさん | フジテレビ |
| 5    | 22.1%  | 11月21日 18:30-19:00 | サザエさん | フジテレビ |
| 6    | 21.2%  | 11月14日 18:30-19:00 | サザエさん | フジテレビ |
| 7    | 21.1%  | 2月29日 18:30-19:00  | サザエさん | フジテレビ |
| 8    | 21.0%  | 5月9日 18:30-19:00   | サザエさん | フジテレビ |
| 9    | 20.9%  | 11月7日 18:30-19:00  | サザエさん | フジテレビ |
| 10   | 20.8%  | 3月14日 18:30-19:00  | サザエさん | フジテレビ |
| 11   | 20.7%  | 3月7日 18:30-19:00   | サザエさん | フジテレビ |
| 12   | 20.1%  | 2月15日 18:30-19:00  | サザエさん | フジテレビ |
| 12   | 20.1%  | 11月28日 18:30-19:00 | サザエさん | フジテレビ |

## テレビドラマ

### NHKの主なテレビドラマ
大河ドラマ
新選組!
- 放送日：1月11日-12月12日
- 脚本：三谷幸喜
- 出演：香取慎吾、山本耕史 、藤原竜也他
- 備考：12月26日、29日、2006年1月3日に『新選組!スペシャル』と題し総集編が放送された。

連続テレビ小説
天花
- 放送日：3月29日-9月25日
- 脚本：竹山洋
- 出演：藤澤恵麻、片平なぎさ他
- 備考：平均視聴率は関東地区16.2%と、2007年度上半期までの歴代連続テレビ小説作品で過去最低を記録した。

わかば
- 放送日：9月27日-2005年3月26日
- 脚本：尾西兼一
- 出演：原田夏希、田中裕子他
- 備考：連続テレビ小説作品で最高視聴率19.9%はワースト3位。（2008年9月現在）

月曜ドラマシリーズ
ちゅらさん3
- 放送日：9月13日-10月11日
- 脚本：岡田惠和
- 出演：国仲涼子、堺正章他

### 日本テレビ系の主なテレビドラマ
水曜ドラマ
警視庁鑑識班2004
- 放送日：1月14日-3月17日
- 脚本：下村優
- 出演：西村和彦、角野卓造、雛形あきこ他

光とともに…
- 放送日：4月14日-6月23日
- 脚本：水橋文美江
- 出演：篠原涼子、小林聡美、山口達也他

### TBS系の主なテレビドラマ
金曜ドラマ
世界の中心で、愛をさけぶ
- 放送日：7月2日-9月20日
- 原作：片山恭一
- 脚本：森下佳子
- 出演：山田孝之、綾瀬はるか、田中幸太朗他
- 備考：第42回ドラマアカデミー賞で9冠を達成。

木曜9時
渡る世間は鬼ばかり
- 放送日：4月1日-2005年3月31日
- 脚本：橋田壽賀子
- 出演：泉ピン子、角野卓造、藤岡琢也他

日曜劇場
砂の器
- 放送日：1月18日-3月28日
- 脚本：龍居由佳里
- 出演：中居正広、松雪泰子、武田真治他

オレンジデイズ
- 放送日：4月11日-6月20日
- 脚本：北川悦吏子
- 出演：妻夫木聡、柴咲コウ、成宮寛貴他

### フジテレビ系の主なテレビドラマ
月曜9時
プライド
- 放送日：1月12日-3月22日
- 脚本：野島伸司
- 出演：木村拓哉、竹内結子、坂口憲二他
- 備考：アイスマンというのは造語で放送終了後、それを称するアイスホッケー選手が増えた。

愛し君へ
- 放送日：4月19日-6月28日
- 原作：さだまさし
- 脚本：坂元裕二
- 出演：菅野美穂、藤木直人、伊東美咲他

東京湾景
- 放送日：7月5日-9月13日
- 原作：吉田修一
- 脚本：栗原美和子
- 出演：仲間由紀恵、和田聰宏、佐藤隆太他

ラストクリスマス
- 放送日：10月11日-12月20日
- 脚本：坂元裕二
- 出演：織田裕二、矢田亜希子、玉木宏他

火曜22時
僕と彼女と彼女の生きる道
- 放送日：1月6日-3月23日
- 脚本：橋部敦子
- 出演：草彅剛、美山加恋、小雪他

アットホーム・ダッド
- 放送日：4月13日-6月29日
- 脚本：尾崎将也、旺季志ずか
- 出演：阿部寛、篠原涼子、宮迫博之他

木曜22時
白い巨塔(第2部)
- 放送日：1月8日-3月18日
- 脚本：井上由美子
- 出演：唐沢寿明、江口洋介他
- 備考：2003年の10月期から半年間にかけて放送されていた。

### テレビ朝日系の主なテレビドラマ
水曜21時刑事ドラマ
相棒Season2
- 放送日：2003年10月8日-3月17日
- 脚本：砂本量、輿水泰弘他
- 出演：水谷豊、寺脇康文、鈴木砂羽他

はみだし刑事情熱系～最終章～（第8シリーズ）
- 放送日：4月14日-6月30日
- 脚本：真部千晶、尾西兼一、今井詔二ほか
- 出演：柴田恭兵、風間トオル、風吹ジュンほか

はぐれ刑事純情派（第17シリーズ）
- 放送日：7月7日-9月22日
- 脚本：石原武龍、小木曽豊斗ほか
- 出演：藤田まことほか

相棒Season3
- 放送日：10月13日-2005年3月23日
- 脚本：輿水泰弘、砂本量ほか
- 出演：水谷豊、寺脇康文ほか

木曜ドラマ
黒革の手帖
- 放送日：10月14日-12月9日
- 脚本：神山由美子
- 出演：米倉涼子、仲村トオル、釈由美子他

スペシャルドラマ
弟
- 放送日：11月17日-11月21日
- 脚本：ジェームス三木
- 出演：渡哲也、高島礼子、池内淳子他

#### 特撮作品
平成仮面ライダーシリーズ
仮面ライダー555（ファイズ）
- 放送日：2003年1月26日 - 1月18日
- 主演：半田健人

仮面ライダー剣（ブレイド）
- 放送日：1月25日 - 2005年1月23日
- 出演：椿隆之、森本亮治他

スーパー戦隊シリーズ
爆竜戦隊アバレンジャー
- 放送日：2003年2月16日 - 2月8日
- 出演：西興一朗、冨田翔、いとうあいこ、阿部薫、田中幸太朗他

特捜戦隊デカレンジャー
- 放送日：2月15日 - 2005年2月6日
- 出演：載寧龍二、林剛史、伊藤陽佑、木下あゆ美、菊地美香、吉田友一、石野真子他

### テレビ東京系の主なテレビドラマ
深夜ドラマ
30minutes
- 放送日：10月1日-12月17日
- 脚本：オークラ、設楽統他
- 出演：バナナマン、おぎやはぎ他
- 備考：1話完結のドラマ。

ヴァンパイアホスト
- 放送日：4月4日-6月27日
- 脚本：福田卓郎
- 出演：小向美奈子、松田悟志、佐野史郎他

## 報道・情報・スポーツ・教養番組

### 終了番組
- 2月27日 - とくダネ!発 GO-ガイ!（フジテレビ）
- 3月8日 - 徳光和夫の情報スピリッツ（テレビ東京）
- 3月26日
  - ニュースステーション（テレビ朝日）
  - ベストタイム（TBS）
  - 2時ドキッ!（関西テレビ）
  - 気になる!（テレビ朝日）
  - ニュースウォッチ（テレビ東京）
  - 株式ニュース（テレビ東京）
- 3月27日 - 真珠の小箱（毎日放送）
- 3月28日
  - 首都圏ニュース（テレビ朝日）
  - 医食同源（テレビ東京）
- 3月31日 - F-2（フジテレビ）
- 9月2日  - さきどり!Navi（日本テレビ）
- 9月26日 - EZ!TV（フジテレビ・関西テレビ）
- 9月27日 - 快適!住まいるナビ（テレビ東京）

### 開始番組
- 3月29日
  - 朝は楽しく!スマイルサプリメント（テレビ東京）
  - ニュース&マーケットイレブン（テレビ東京）
  - スポーツ魂（テレビ東京）
  - 2時ワクッ!（関西テレビ）
  - ニュースフロント（TBS）
  - 快適!ズバリ（テレビ朝日）
- 4月1日 - F2-X（フジテレビ）
- 4月2日 - 汐留スタイル!金曜版（日本テレビ）
- 4月3日 - メディア見たもん勝ち!ゼルマ（フジテレビ）
- 4月4日 
  - 経済羅針盤（NHK総合）
  - @サプリッ!（日本テレビ）
- 4月3日 - WAKU★WAKU（中京テレビ）
- 4月5日
  - 報道ステーション（テレビ朝日）
  - おかえりテレビ（南海放送）
- 4月12日 - 快適!住まいるナビ（テレビ東京）
- 4月18日 - ぐっとくるサンデー（NHK教育）※隔週放送
- 5月1日 - アンデュ（中京テレビ）
- 9月27日 - ㊕情報とってもインサイト（TBS）
- 10月2日 - エンタ!見たもん勝ち（フジテレビ）
- 10月3日 - 情報ライブ EZ!TV（フジテレビ・関西テレビ）
- 10月4日 - ザ!情報ツウ800（日本テレビ）改題リニューアル
- 10月12日 - 教えて!ウルトラ実験隊（テレビ東京）

### 期間限定番組
- 3月29日 - 9月24日、はぴひる!（TBS）

## ドキュメンタリー番組

### 終了番組
- 3月 - 1億人の富士山（山梨放送）
- 3月19日 - 完成!ドリームハウス（テレビ東京）
- 3月28日 - 道浪漫（毎日放送）
- 6月26日 - BB-WAVE.tv 〜勝利の方程式〜（テレビ東京）
- 9月26日 - ZONE（TBS）

### 開始番組
- 1月 - 永遠の恋物語（テレビ朝日）
- 4月 - Sports weekly HERO（日本テレビ）
- 4月8日 - 地球ドラマチック（NHK教育）
- 4月11日 - ソロモンの王宮（テレビ東京）
- 10月3日 - 夢の扉 〜NEXT DOOR〜（TBS）
- 10月18日 - ザ・ヒューマンD（テレビ東京）

## バラエティ番組

### 終了番組
- 3月 - 鶴瓶&なるみのほんまか（関西テレビ）
- 3月4日 - トナリの悩みの解決人、国民クイズ常識の時間（以上日本テレビ）
- 3月7日 - 特命リサーチ200XⅡ（日本テレビ）
- 3月9日 - 世界痛快伝説!!運命のダダダダーン!Z（朝日放送）
- 3月12日 - 公園通りで会いましょう（NHK）
- 3月15日 - 解決!クスリになるテレビ（テレビ東京）
- 3月17日 - ディスカバ!99（TBS）
- 3月18日 - コメディーお江戸でござる（NHK総合）
- 3月24日 - 大人のコンソメ（テレビ東京）
- 3月26日 - ウラ関根TV（テレビ大阪）
- 3月27日 - もしも体感バラエティ if（関西テレビ）
- 3月28日 - 遊ワク☆遊ビバ!（日本テレビ）
- 3月31日 - ナンバ壱番館（朝日放送）
- 4月2日 - よろしく!センパイ（テレビ東京）
- 6月29日 - 黄金筋肉（TBS）
- 7月4日 - ワカチュキ（日本テレビ）
- 8月23日 - 爛漫!モトどる3人娘、クエス・ファイブ、大丈夫!?我が家の財産（以上テレビ東京）
- 9月8日 - あったか生活!秘伝!カテイの魔法（毎日放送）
- 9月17日 - ザ・ジャッジ! 〜得する法律ファイル（フジテレビ）
- 9月25日 - 天才クイズ（中部日本放送）、ビートたけしの!こんなはずでは!!（テレビ朝日）
- 9月27日 - Pooh!（TBS）
- 10月31日 - さんま大先生が行く!（フジテレビ）
- 12月23日 - ドラバラ鈴井の巣（北海道テレビ放送）

### 開始番組
- 1月5日 - よろしく!センパイ（テレビ東京）
- 1月6日 - アジアの純情（フジテレビ）
- 4月 - フットボール汗（テレビ大阪）
- 4月1日 - コメディー道中でござる（NHK総合）
- 4月2日 - りえむら（関西テレビ）
- 4月3日 - 僕らの音楽（フジテレビ）、カミングダウト（日本テレビ）、WAYAYA丼（名古屋テレビ）
- 4月4日 - がっちりマンデー!!（TBS）
- 4月5日 - 二人ゴト（テレビ東京）、サルヂエ（中京テレビ）
- 4月6日 - 裏ジャニ（テレビ東京）
- 4月7日 - やりにげコージー（テレビ東京）、グータン〜自分探しバラエティ〜（関西テレビ）
- 4月10日 - 光る!スポーツ研究所（名古屋テレビ）
- 4月12日 - 爛漫!モトどる3人娘 (テレビ東京）
- 4月13日 - 最終警告!たけしの本当は怖い家庭の医学（朝日放送）
- 4月14日 - ぶっちゃけ!99（TBS）
- 4月15日 - 天才!志村どうぶつ園（日本テレビ）
- 4月16日 - プレミアの巣窟（フジテレビ）、笑いの金メダル（朝日放送）、所さん&おすぎの偉大なるトホホ人物伝（テレビ東京）
- 4月18日 - ワールド☆レコーズ（日本テレビ）
- 4月19日 - クエス・ファイブ（テレビ東京）
- 4月24日 - 脳内エステ IQサプリ（フジテレビ）
- 4月26日 - お台場明石城（フジテレビ）
- 7月3日 - 未来MODEL（テレビ東京）
- 7月4日 - 水曜どうでしょうClassic(北海道テレビ)
- 7月18日 - 中井正広のブラックバラエティ（日本テレビ）
- 8月10日 - ズバリ言うわよ!（TBS）
- 10月3日 - ミューズの楽譜 My Song, My Life（テレビ東京）
- 10月5日 - くりぃむナントカ（テレビ朝日）
- 10月6日 - 不幸の法則（日本テレビ）、きになるオセロ（朝日放送）
- 10月7日 - Qさま!!（テレビ朝日）、オオカミ少年、Goro's Bar（以上TBS）、白黒アンジャッシュ（千葉テレビ）
- 10月8日 - 音楽戦士 MUSIC FIGHTER（日本テレビ）、アドレな!ガレッジ（テレビ朝日）
- 10月9日 - R30（TBS）
- 10月15日 - ムハハnoたかじん（関西テレビ）
- 10月17日 - 新堂本兄弟（フジテレビ）
- 10月18日 - お笑い登龍門、音箱登龍門（以上フジテレビ）、突撃!イドバタ7（テレビ東京）
- 10月20日 - リチャードホール（フジテレビ）
- 10月29日 - ザ・ジャッジEX（フジテレビ）
- 10月30日 - 世界一受けたい授業、億万のココロ・愛しのマネー$伝説（以上日本テレビ）、8時です!みんなのモンダイ（TBS）
- 11月5日 - 幸せって何だっけ 〜カズカズの宝話〜（フジテレビ）
- 11月7日 - あっぱれ!!さんま大教授（フジテレビ）

## 2004年のアニメ
1月
- 攻殻機動隊 S.A.C. 2nd GIG
- みさきクロニクル ～ダイバージェンス・イヴ～
- MEZZO -メゾ-
- B-伝説! バトルビーダマン
- ごくせん
- SDガンダムフォース
- マリア様がみてる
- 十兵衛ちゃん2　シベリア柳生の逆襲
- 超重神グラヴィオン
- ゆめりあ
- エリア88
- トランスフォーマー スーパーリンク
- モンキーターン
- 超変身コス∞プレイヤー
- BURN-UP SCRAMBLE
- 北へ。〜Diamond Dust Drops〜
- 光と水のダフネ

2月
- かいけつゾロリ
- ふたりはプリキュア
- 妄想代理人
- 勇午 ～交渉人～

3月
- インタールード Vol.1
- ヒットをねらえ!
- サブマリン707R mission01 & 02
- まっすぐにいこう。 新シリーズ

4月
- アクアキッズ
- この醜くも美しい世界
- 最遊記RELOAD GUNLOCK
- 恋風
- 天上天下
- 絢爛舞踏祭 ザ・マーズ・デイブレイク
- 神魂合体ゴーダンナー!! 2ndシーズン
- マーメイドメロディー ぴちぴちピッチ ピュア
- 今日からマ王!
- DAN DOH!!
- ケロロ軍曹
- 愛してるぜベイベ★★
- 美鳥の日々
- ズッコケ三人組
- レジェンズ 甦る竜王伝説
- マシュマロ通信
- ギャグコロスタジオ 「絶体絶命でんぢゃらすじーさん」、「コロッケ!」
- 超ぽじてぃぶ! ファイターズ
- 花右京メイド隊 La Verite
- 火の鳥
- せんせいのお時間
- Get Ride! アムドライバー
- MADLAX
- スパイダーマン
- 陸奥圓明流外伝 修羅の刻
- わがまま☆フェアリー ミルモでポン! わんだほう
- MONSTER
- RAGNAROK THE ANIMATION
- 爆裂天使
- 忘却の旋律
- キン肉マンII世 ULTIMATE MUSCLE
- 鉄人28号
- 魔法少女隊アルス
- パンダーゼット
- ぷぎゅる
- GANTZ
- 頭文字D The Fourth Stage
- じゃがいぬくん
- のってけエクスプレッツ
- ウォーターシップ・ダウンのうさぎたち

5月
- ななみちゃん
- サムライチャンプルー

6月
- SAMURAI 7
- KURAU Phantom Memory
- 月は東に日は西に 〜Operation Sanctuary〜
- Wind -a breath of heart-

7月
- DearS
- モンキーターンV
- ポストペットモモ便
- マリア様がみてる ～春～
- アガサ・クリスティーの名探偵ポワロとマープル
- 蒼穹のファフナー
- スパイダーマン
- GIRLSブラボー
- お伽草子
- ギャラクシーエンジェル （第4期）
- ニニンがシノブ伝
- ルパン三世 盗まれたルパン 〜コピーキャットは真夏の蝶〜

8月
- スウィート・ヴァレリアン
- アズサ、お手伝いします!
- 宇宙交響詩メーテル 銀河鉄道999外伝
- GANTZ ～the 2nd stage～

9月
- 風人物語
- モリゾーとキッコロ
- カレーの国のコバ〜ル
- 陰陽大戦記
- 冒険王ビィト
- 舞-HiME

10月
- 魔法少女リリカルなのは
- 神無月の巫女
- 下級生2 〜瞳の中の少女たち〜
- アークエとガッチンポー
- ロックマンエグゼStream
- ビューティフル ジョー
- To Heart 〜Remember my Memories〜
- Φなる・あぷろーち
- W〜ウィッシュ〜
- ゾイドフューザーズ
- うた∽かた
- 流星戦隊ムスメット
- カッパの飼い方
- ファンタジックチルドレン
- 月詠 -MOON PHASE-
- 砂ぼうず
- サムライガン
- スクールランブル
- BLEACH
- 遙かなる時空の中で-八葉抄-
- tactics
- 巌窟王
- 遊☆戯☆王デュエルモンスターズGX
- 双恋
- BECK
- リングにかけろ
- ジパング
- ローゼンメイデン
- 機動戦士ガンダムSEED DESTINY
- げんしけん
- くじびきアンバランス
- ブラック・ジャック
- 焼きたて!!ジャぱん
- グレネーダー ～ほほえみの閃士～
- Legend of DUO
- 学園アリス
- パンダリアン

11月
- マイネリーベ〜優美なる記憶〜
- MAJOR

12月
- おれたちイジワルケイ

## 単発・長時間番組枠
開始番組
- 4月13日 - カスペ!（フジテレビ）
- 4月14日 - 水曜プレミア（TBS）
- 4月17日 - THEスペシャル!（日本テレビ）
- 10月7日 - 木曜日の丼（読売テレビ）
- 10月18日 - 月曜エンタぁテイメント（テレビ東京）
- 10月30日 - ドスペ!（テレビ朝日）

終了番組
- 3月27日 - スーパースペシャル（日本テレビ）
- 9月29日 - スイスペ!（テレビ朝日）

## アテネオリンピック
メインキャスター
- NHK
- 日本テレビ
- TBS - 中居正広、久保純子、安東弘樹、小倉弘子、安住紳一郎
- フジテレビ - 藤原紀香、永島昭浩、西山喜久恵、奥寺健、内田恭子、吉田秀彦、小倉智昭、斎藤雅樹
- テレビ朝日 - 松岡修造
- テレビ東京

テーマソング
- NHK - ゆず「栄光の架橋」
- 日本テレビ - 嵐「Hero」
- TBS - SMAP「ススメ!」
- フジテレビ - 森山直太朗「今が人生〜飛翔編〜」
- テレビ朝日 - B'z「ARIGATO」
- テレビ東京 - 島谷ひとみ「Z!Z!Z! -Zip!Zap!Zipangu!-」

## 特別番組

### 単発特番

#### 1月放送
- 1日
  - 生放送!お笑い格闘新年会 吉本芸人47名大集合!（テレビ東京）
  - 新春エジプトミステリー 悲劇の少年王“ツタンカーメン”黄金のマスクに隠された3400年目の真実!（テレビ東京）
  - クイズクリエイトバトル クエス5（テレビ東京）※「クエス・ファイブ」のパイロット版
- 2日
  - 全国の魚通が選んだ! エビ!カニ!マグロ!日本一決定戦!（TBS）
  - 爆笑問題の2004全日本バカデミー大賞!!（TBS）
  - 浜田雅功が堺正章と新春グルメSP（読売テレビ）
- 3日
  - 爆笑! 2004年こうなる宣言（関西テレビ）
  - 中川家の爆笑スチャラカパーク（朝日放送）
- 5日
  - 絶体絶命!奇跡の瞬間あなたに勇気を与える運命の決断スペシャル（日本テレビ）
- 6日
  - 有名人100人が選ぶ人気番組ベスト30（日本テレビ）

#### 3月放送
- 21日 - デッドエイジ（フジテレビ）

#### 6月放送
- 5日
  - 浅野ゆう子・上原多香子のピンクイルカに逢いたい!誰も知らない香港極楽ツアー（日本テレビ）

#### 9月放送
- 4日
  - その先の楽園ハワイへ空飛ぶ美女がご案内 アロハツアーズSP（日本テレビ）
- 10日
  - ニッポン列島緊急特番 ザ・ふるさとランキング格付け決定SP（フジテレビ）

#### 10月放送
- 15日
  - 1ヶ月スクール（フジテレビ）

#### 12月放送
- 11日 - ロンブー特ダネ連発世界ビックリ 達人!いる?いない?ツアー in 台湾（日本テレビ）
- 14日 - オセロの恋するクリスマス（朝日放送）
- 27日 - しりとり竜王決定戦スペシャル（テレビ朝日）
- 28日 - 人志松本のすべらない話（フジテレビ）
- 29日
  - ほんの…おさわり劇場（TBS）
  - ウンナンのマンガ晩餐会（TBS）
- 31日
  - 細木数子の大晦日スペシャル（日本テレビ）

### 2回放送以上のシリーズ番組
※レギュラー化前の特番、打ち切り後の復活特番も扱っています。

#### 1月放送
- 1日
  - 最強運芸能人決定戦。（フジテレビ）
  - 新春恒例!列島生中継 全日本がんばってる人大賞（TBS）
  - 小学生クラス対抗30人31脚全国大会2003・激闘全記録（テレビ朝日）
  - 第37回初詣!爆笑ヒットパレード2004（フジテレビ）
  - 志村&所の戦うお正月（テレビ朝日）
  - 第41回新春かくし芸大会2004（フジテレビ）
  - 新春!!漫才大爆ショー（サンテレビ）
  - base$ネタベガス2（関西テレビ）
- 2日
  - 新春!途中下車の旅（TBS）
  - おばちゃん1000万円!!（毎日放送）
  - 新春!プロ野球オールスター場外乱闘3 派閥バトル日本一はどこなんだSP（関西テレビ）
  - とんねるずのスポーツ王は俺だ! (テレビ朝日)
  - 志村&鶴瓶のアブない交遊録（テレビ朝日）
  - 新春オールよしもと初笑い 〜漫才ヒットパレード&開運!ふんどしコメディ〜（朝日放送）
  - 2004 初笑い浪花の陣（朝日放送）
- 3日
  - 初笑い東西寄席（NHK総合）
  - 吉本俺達いい日旅立ち（中部日本放送）
  - さんタク（フジテレビ）
- 4日
  - プロ野球オールスタースポーツフェスティバル（読売テレビ）
  - 祝!10周年!!さんま・玉緒のお年玉あんたの夢かなえたろかスペシャル!（TBS）
  - 春一番!笑売繁盛（毎日放送）
- 5日
  - 新春皇室スペシャル'04 愛子さま笑顔のお正月!美智子さまいま伝えたい“まごころ伝説”（TBS）

#### 2月放送
- 21日 
  - 夢見るタマゴ!熱血浜田塾の冬期講習（NHK総合）
  - タモリの未来予測TV（フジテレビ）

#### 5月放送
- 26日 - 7月7日 水曜どうでしょう「ジャングル・リベンジ」(北海道テレビ)

#### 6月放送
- 6日 - エコウィークエンドスペシャル・水に抱かれた楽園（日本テレビ）
- 8日 - 中居正広が今さら…キスした?SMAP（テレビ朝日）

#### 8月放送
- 7日 - 世界がもし100人の村だったら（フジテレビ）

#### 9月放送
- 12日 - マジック革命!セロ!!（フジテレビ）

#### 10月放送
- 5日 - 元祖そっくりグランプリ!（テレビ東京）

#### 11月放送
- 3日 - テスト・ザ・ネイション（テレビ朝日）

#### 12月放送
- 18日 - さんま&SMAP!美女と野獣のクリスマススペシャル'04
- 19日 - 特命リサーチ200Xウワサの真相解明ファイル（日本テレビ）
- 24日 - 明石家サンタの史上最大のクリスマスプレゼントショー（フジテレビ）
- 25日 - HAPPY Xmas SHOW（日本テレビ）
- 26日 - M-1グランプリ2004（ABCテレビ）
- 28日 - なるほど!ザ・ワールド（フジテレビ）
- 30日 - ザ・ベストテン2004（TBS）
- 31日 - ナイナイの年越し最終章 炎の巨大ダルマに突入せよ!!（日本テレビ）

#### 1年間で複数回放送された、または放送予定の特番
- 1月2日、3月30日、10月1日 - 関根&優香の笑うシリーズ（テレビ朝日）
- 1月3日、4月8日、10月15日 - 史上最強のメガヒット カラオケBEST100 完璧に歌って1000万円（テレビ朝日）
- 1月13日、4月11日、10月8日、12月29日 - オールスター赤面甲告!ハプニング大賞（TBS）
- 3月22日、9月28日 - 爆笑問題&日本国民のセンセイ教えて下さい!（テレビ朝日、朝日放送）
- 3月22日、9月13日 - FNS5000番組10万人総出演 がんばった大賞（フジテレビ）
- 3月23日、9月28日、12月27日 - 爆笑そっくりものまね紅白歌合戦スペシャル（フジテレビ）
- 4月3日、10月2日 - オールスター感謝祭（TBS）
- 4月9日、9月21日 - 5分で解けるトリックストーリー（TBS）
- 4月9日、10月8日、12月29日 - 世界の浜田プロジェクト（テレビ朝日）
- 6月1日、11月16日 - ビューティー・コロシアムスペシャル（フジテレビ）
- 10月5日、12月28日 - ミドル3（テレビ朝日）

### レギュラー番組のスペシャル版
各テレビ番組の項目に拡大版の記述があるものを除く。拡大版の記述がある番組は、各番組の項目も参照。
- 森田一義アワー 笑っていいとも!(フジテレビ)
  - 1月5日(2.5H) - 笑っていいとも!新春祭 頭と体を使って選手権SP
  - 4月12日(2.25H) - 笑っていいとも!満開 春の祭典スペシャル
  - 10月4日(2.5H) - 笑っていいとも!2004 秋の祭典スペシャル
  - 12月29日(3.5H) - 笑っていいとも!年忘れ特大号!
- 1月1日
  - 朝まで生テレビ!元旦スペシャル（テレビ朝日）
  - 新春ズームイン!!SUPER2004（日本テレビ）
  - 新春ディスカバ!99 ナイナイがお正月から2004最強キャラ芸能人決めちゃいますSP!（TBS）
  - 笑点スペシャル（日本テレビ）
  - 給与明細(秘)高収入!バイトSP（テレビ東京）
  - 元旦!えみぃ〜GO!!（毎日放送）
  - 田舎に泊まろう!3時間スペシャル（テレビ東京）
- 1月2日
  - 皇室アルバム新春特別番組・愛子さま2歳のお正月にお届けする天皇ご一家の秘蔵アルバム（毎日放送）
  - くいしん坊!万才新年会スペシャル（フジテレビ）
  - ガキの使い初笑いスペシャル 15周年蔵出し傑作集!!（日本テレビ）
  - 痛快!明石家電視台正月スペシャル（毎日放送）
- 1月3日
  - 知っとこ!新春大公開有名人たちの朝ごはんのぞいちゃいますSP（毎日放送）
  - 新春爆笑スペシャル!ウンナンさん箱根駅伝（TBS）
  - 世界・ふしぎ発見!新春特別版!日本のミステリー18年分一挙公開!（TBS）
  - ナンボDEなんぼ 無駄ムダ調査隊新春スペシャル（関西テレビ）
  - 超魔法のレストラン新春特別企画・大スターが愛した関西の隠れ家2004デラックス!!（毎日放送）
  - お正月だよよしもと新喜劇全員集合!!（毎日放送）
- 1月4日
  - サンデーモーニング新春拡大版（TBS）
  - 中居正広のキンスマGOLD（TBS）
- 5月14日、10月1日 - もう時効だヨ全員集合 史上最強!花の芸能界オフレコトークバトル（TBS）※「ロンロバ!」のスペシャル版
- 5月29日、9月25日 - 爆笑問題の大バク天!（TBS）
- 6月26日 - 浜ちゃんと香港SP!『食・快・楽』超級倶楽部の旅（読売テレビ）
- 8月7日 - 新・笑いの伝説・爆笑問題のススメ増刊号（札幌テレビ）
- 9月22日 - メントレスーパーG（フジテレビ）
- 9月23日 
  - ロンブー龍スペシャル グルメ特急便(秘)豪華版（日本テレビ）
- 10月9日 - めちゃ×2イケてるッ!オールスター夢の激突8周年感謝スペシャル（フジテレビ）
- 12月28日 - ダウンタウンのガキの使いやあらへんで!!15周年記念スペシャル〜浜田・山崎・田中罰ゲーム 笑ってはいけない温泉宿一泊二日の旅in湯河原（日本テレビ）
- 12月30日 - 極太オオカミ少年!! 浜田ビンビン祭りSP（TBS）